# Салча (Долж)
Салча (рум. Salcia) насеље је у Румунији у округу Долж у општини Арђетоаја. Oпштина се налази на надморској висини од 142 m.

## Становништво
Према подацима из 2002. године у насељу је живело 1312 становника, од којих су сви румунске националности.